# Ulrik Wilbek

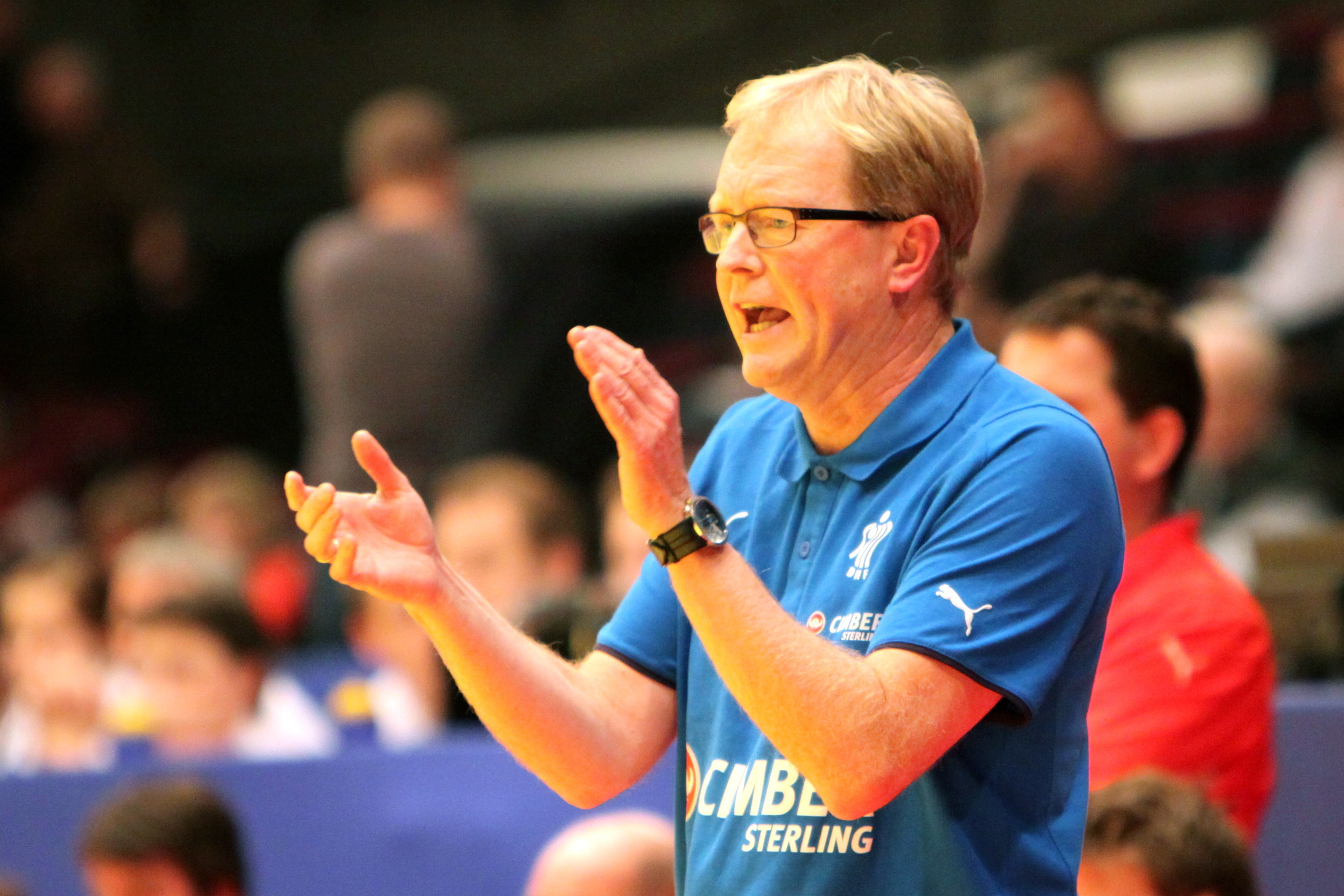
Ulrik Wilbek (2010)

Ulrik Wilbek (* 13. April 1958 in Tunis, Tunesien) ist ein Handballtrainer aus Dänemark. Von 2005 bis 2014 trainierte er die dänische Männer-Handballnationalmannschaft.

## Karriere
Von 1985 bis 1988 trainierte er die Männer des Virum-Sorgenfri HK, anschließend die Frauen von Viborg HK, mit denen er 1991 dänischer Vizemeister wurde.
Erste Erfolge als Nationalmannschaftstrainer hatte Wilbek mit der dänischen Juniorenmannschaft der Frauen in den 1980er Jahren. Ab dem Jahr 1991 trainierte er auch die Dänische Frauen-Handballnationalmannschaft, die er ins Finale der Weltmeisterschaft 1993 führte. Unter seiner Führung wurde die Nationalmannschaft der Frauen Europameister 1994 und Dritter bei der Weltmeisterschaft 1995. Die Mannschaft gewann die Europameisterschaft 1996, Olympia 1996 und die Weltmeisterschaft 1997. Anschließend beendete er sein Engagement als Trainer der Frauennationalmannschaft.
Wilbek übernahm erneut das Training der Frauenmannschaft von Viborg HK und gewann mit diesem vier Jahre in Folge die dänische Meisterschaft; 2001 führte er das Team ins Finale der EHF Champions League. Anschließend wurde er Trainer der Männer von Viborg HK.
Ab 2005 trainierte er die dänische Männer-Handballnationalmannschaft. Zu seinen Erfolgen zählen der Gewinn der Europameisterschaft 2008 und der Europameisterschaft 2012. Weitere Erfolge waren die Vizetitel bei der Weltmeisterschaft 2011 und der Weltmeisterschaft 2013 sowie die dritten Plätze bei der Europameisterschaft 2006 und der Weltmeisterschaft 2007. Nach dem zweiten Platz bei der Heim-EM 2014 trat Wilbek von seinem Posten als Nationaltrainer zurück. Anschließend wurde er Sportdirektor beim dänischen Handballverband (DHF). Im August 2016 beendete er diese Tätigkeit.
Neben seiner Tätigkeit beim DHF ist Wilbek seit 2014 als Berater beim dänischen Fußballverein Brøndby IF tätig.

## Politik
Von 1997 bis 2005 war er Abgeordneter der Partei Venstre im Stadtparlament von Viborg; eine Kandidatur zum Viborger Bürgermeisters zog er zugunsten seiner Trainertätigkeit zurück. Im November 2017 wurde er zum Bürgermeister von Viborg gewählt.

## Privates
Ulrik Wilbek ist verheiratet mit der ehemaligen Handballspielerin Susanne Munk Wilbek. Seine Eltern sind Birgitte Wilbek und Erik Wilbek.